# Luigi Renna
Luigi Renna (Corato, 23 gennaio 1966) è un arcivescovo cattolico italiano, dall'8 gennaio 2022 arcivescovo metropolita di Catania.

## Biografia
È nato a Corato il 23 gennaio 1966 ma è originario di Minervino Murge, nella diocesi di Andria.

### Formazione e ministero sacerdotale
Dopo la maturità classica, ha conseguito la licenza in teologia morale nel 1993 presso la Pontificia Università Gregoriana a Roma e il dottorato nella stessa disciplina nel 2003 presso la Pontificia Università Lateranense sempre a Roma.
Il 7 settembre 1991 è stato ordinato presbitero, nel duomo di Minervino Murge, dal vescovo di Andria Raffaele Calabro.
È stato rettore del seminario vescovile di Andria dal 1997; nel 2009 è stato nominato rettore del Pontificio Seminario Regionale Pugliese "Pio XI" di Molfetta. È stato docente di teologia morale presso la Facoltà Teologica Pugliese dal 1999 al 2016.

### Ministero episcopale

#### Vescovo di Cerignola-Ascoli Satriano

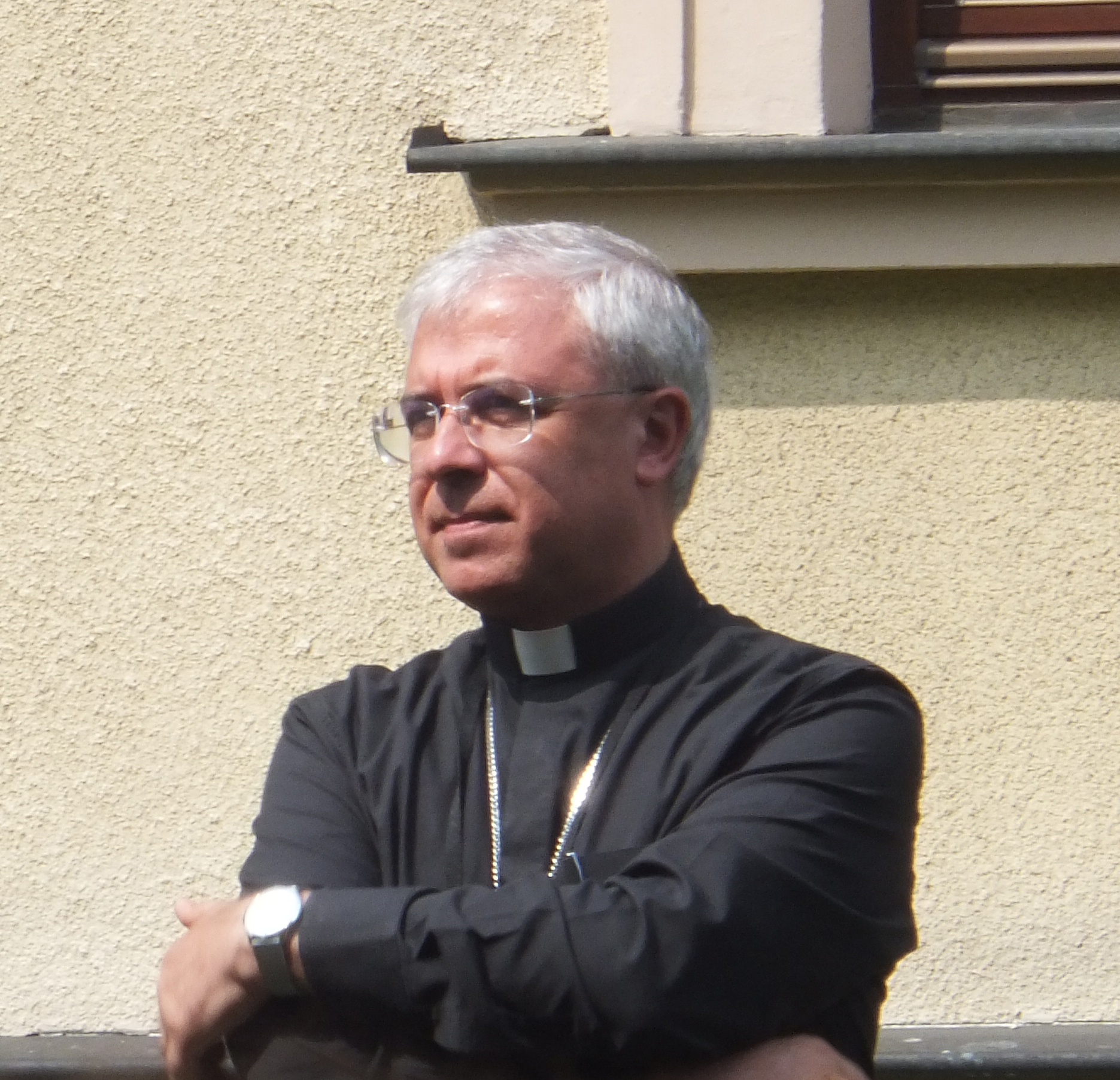
Luigi Renna alla Giornata mondiale della gioventù 2016

Il 1º ottobre 2015 papa Francesco lo ha nominato vescovo della diocesi di Cerignola-Ascoli Satriano; è succeduto a Felice di Molfetta, dimessosi per raggiunti limiti di età. Il 2 gennaio 2016 ha ricevuto l'ordinazione episcopale, presso il palazzetto dello sport di Andria, da Francesco Cacucci, arcivescovo metropolita di Bari-Bitonto, co-consacranti Raffaele Calabro, vescovo di Andria, e Felice di Molfetta, suo predecessore. Ha preso possesso canonico della diocesi il 16 gennaio successivo.
A seguito della morte dell'arcivescovo Michele Castoro avvenuta il 5 maggio 2018, dall'8 maggio 2018 al 26 gennaio 2019 ricopre anche l'ufficio di amministratore apostolico di Manfredonia-Vieste-San Giovanni Rotondo.
Ha presieduto le celebrazioni del bicentenario della diocesi di Cerignola con numerosi eventi: la traslazione della salma del venerabile Antonio Palladino e la visita del cardinale Angelo Amato come delegato di Sua Santità per il giubileo diocesano.
L'11 giugno 2018 è stato eletto segretario della Conferenza episcopale pugliese, succedendo a Michele Castoro. Dal 2019 al 2022 è presidente dell'Istituto pastorale pugliese.
Dal 26 maggio 2021 è presidente della commissione episcopale per i Problemi sociali e lavoro, giustizia e pace della CEI.

#### Arcivescovo di Catania
L'8 gennaio 2022 papa Francesco lo ha nominato arcivescovo metropolita di Catania; è succeduto a Salvatore Gristina, dimessosi per raggiunti limiti di età. 
Ha preso possesso canonico dell'arcidiocesi il successivo 19 febbraio.
Il 29 giugno 2022 ha ricevuto da papa Francesco, nella basilica di San Pietro in Vaticano, il pallio, che gli è stato imposto dal nunzio apostolico Emil Paul Tscherrig il 29 settembre seguente.
Nel luglio 2024 ha dichiarato che, dopo la Fratelli tutti, la Dottrina sociale della Chiesa cattolica è divenuta occasione di dialogo sociale, ponendo in secondo piano la sua natura di corpus dottrinale appartenente al deposito della fede.
Nella notte tra sabato 10 e domenica 11 agosto, viene colpito da un infarto. Ricoverato presso il "Centro Cuore" di Pedara, dopo un rapido ricovero presso la terapia semi-intensiva, inizia il periodo di riabilitazione cardiologica.

## Genealogia episcopale e successione apostolica
La genealogia episcopale è:
- Cardinale Scipione Rebiba
- Cardinale Giulio Antonio Santori
- Cardinale Girolamo Bernerio, O.P.
- Arcivescovo Galeazzo Sanvitale
- Cardinale Ludovico Ludovisi
- Cardinale Luigi Caetani
- Cardinale Ulderico Carpegna
- Cardinale Paluzzo Paluzzi Altieri degli Albertoni
- Papa Benedetto XIII
- Papa Benedetto XIV
- Cardinale Enrico Enriquez
- Arcivescovo Manuel Quintano Bonifaz
- Cardinale Buenaventura Córdoba Espinosa de la Cerda
- Cardinale Giuseppe Maria Doria Pamphilj
- Papa Pio VIII
- Papa Pio IX
- Cardinale Alessandro Franchi
- Cardinale Giovanni Simeoni
- Cardinale Antonio Agliardi
- Cardinale Basilio Pompilj
- Cardinale Adeodato Piazza, O.C.D.
- Cardinale Sebastiano Baggio
- Arcivescovo Andrea Mariano Magrassi, O.S.B.
- Arcivescovo Francesco Cacucci
- Arcivescovo Luigi Renna

La successione apostolica è:
- Vescovo Giacomo Cirulli (2017)

## Stemma

### Interpretazione
La corona di spine è un evidente richiamo alla Sacra Spina conservata nella cattedrale di Andria; il melograno è simbolo di carità e di comunione ecclesiale mentre la fascia orizzontale con tre stelle è un richiamo a Maria.

### Motto
Il motto scelto è Aedificare in charitate (edificare nella carità) è tratto dalla Lettera agli Efesini (4,16).

## Pubblicazioni
- Luigi Renna, Eros e salvezza: un percorso teologico morale, tesi di dottorato, Roma, Pontificia Università Lateranense, 2004.
- Luigi Renna (a cura di), Neuroscienze e persona: interrogativi e percorsi etici, Bologna, Edizioni Dehoniane Bologna, 2010, ISBN 978-88-10-80937-2.